# Todo a su tiempo (álbum)
Todo a su tiempo es el primer álbum de estudio del cantante estadounidense Divino. El álbum fue inicialmente publicado a finales de 2003, a través de los sellos discográficos Luar Music y MVP Records. Una reedición para Estados Unidos fue liberado el 2 de agosto de 2004.
El álbum tiene 14 canciones, las cuales tienen distintos sonidos y letras, pasando de la canción tiradera «Super Gangsteril» a la balada «Dile Mar», además de contener una canción dedicada a la memoria a su hermano fallecido K2 Young, esto en «Una lágrima».
El éxito del álbum causó una edición especial con 7 canciones inéditas, que fueron distribuidos por la subsidiaria Machete Music a comienzos de 2006.

## Lista de canciones

### Edición estándar (2003)
| N.º   | Título                                          | Productor(es)      | Duración |  |
| 1.    | «Intro»                                         | Noriega            | 0:36     |  |
| 2.    | «Ya estoy llegando»                             | Luny Tunes         | 2:42     |  |
| 3.    | «Se activaron los anormales» (con Daddy Yankee) | Luny Tunes         | 3:13     |  |
| 4.    | «Hoy te vas»                                    | Eliel              | 3:18     |  |
| 5.    | «Dale hasta abajo» (con Baby Ranks)             | DJ Blass           | 3:33     |  |
| 6.    | «Super Gansteril» (con Polaco)                  | Luny Tunes         | 3:13     |  |
| 7.    | «Sola»                                          | DJ Blass · Noriega | 3:06     |  |
| 8.    | «Tres perros» (con Ángel & Khriz)               | Luny Tunes         | 3:05     |  |
| 9.    | «Una lágrima»                                   | Eliel              | 3:22     |  |
| 10.   | «Sudar, perrear (Mix)»                          | DJ Blass           | 1:57     |  |
| 11.   | «Bien suelto»                                   | Luny Tunes · Eliel | 2:40     |  |
| 12.   | «Dime» (con Baby Ranks)                         | Luny Tunes         | 2:41     |  |
| 13.   | «Mi nena»                                       | Echo               | 4:04     |  |
| 14.   | «Dile mar»                                      | Rafi Torres        | 4:19     |  |
| 41:49 |                                                 |                    |          |  |

### Platinum Edition (2006)
| N.º   | Título                                          | Productor(es) | Duración |  |
| 1.    | «Intro»                                         | Noriega       | 0:36     |  |
| 2.    | «Para donde voy»                                | Santana       | 3:12     |  |
| 3.    | «Noche de travesura» (con Héctor el Father)     | Nely          | 3:28     |  |
| 4.    | «Un simple bandolero»                           | Nely          | 2:57     |  |
| 5.    | «Se activaron los anormales» (con Daddy Yankee) | Luny Tunes    | 3:14     |  |
| 6.    | «Llégale»                                       | Nely          | 2:58     |  |
| 7.    | «Amor de una noche» (con Gocho)                 | Santana       | 3:09     |  |
| 8.    | «Ya estoy llegando»                             | Luny Tunes    | 2:53     |  |
| 9.    | «Una lágrima»                                   | Eliel         | 3:23     |  |
| 10.   | «Tres perros» (con Ángel & Khriz)               | Luny Tunes    | 3:06     |  |
| 11.   | «Hoy te vas»                                    | Eliel         | 3:17     |  |
| 12.   | «Super Gansteril» (con Polaco)                  | Luny Tunes    | 3:13     |  |
| 13.   | «Mi nena (R&B)»                                 | Echo          | 4:05     |  |
| 14.   | «Dile mar»                                      | Rafi Torres   | 4:17     |  |
| 43:50 |                                                 |               |          |  |

## Posicionamiento en listas
| Listas (2003)                     | Mejor posición |
| --------------------------------- | -------------- |
| Estados Unidos (Tropical Albums)  | 8              |
| Estados Unidos (Top Latin Albums) | 68             |

| Listas (2004)                     | Mejor posición |
| --------------------------------- | -------------- |
| Estados Unidos (Tropical Albums)  | 6              |
| Estados Unidos (Top Latin Albums) | 63             |

| Listas (2006)                        | Mejor posición |
| ------------------------------------ | -------------- |
| Estados Unidos (Latin Rhythm Albums) | 11             |
| Estados Unidos (Top Latin Albums)    | 47             |

## Premios y nominaciones
| Año  | Premios                               | Categoría                             | Resultado |
| ---- | ------------------------------------- | ------------------------------------- | --------- |
| 2004 | Premios Billboard de la Música Latina | Álbum Tropical del Año, Masculino     | Nominado  |
| 2004 | Premios Billboard de la Música Latina | Álbum Tropical del Año, Artista nuevo | Nominado  |